# Борец вьющийся
Боре́ц вью́щийся, или Акони́т вью́щийся (лат. Aconitum volubile) — многолетнее травянистое растение, вид рода Борец (Aconitum) семейства Лютиковые (Ranunculaceae).
Другие названия: «пьяный корень», «филичёва трава», «стоерос синий»; по-алтайски — «кок-чечек».

## Распространение и экология
Ареал вида охватывает юг Западной и Восточную Сибирь, Приморский край, Монголию, северные провинции Китая и Корею.
Произрастает в лесной зоне по лесам, их опушкам, сограм, уремам, высокотравным, суходольным и поемным лугам, окраинам болот; встречается и в близлежащих частях степной области.

## Ботаническое описание
Клубни от яйцевидной до веретенообразной формы, мелкие, длиной 1,5—2,5 см и толщиной 0,5—1,3 см.
Стебель вьющийся, или же только в верхней части извилистый, реже прямой, высотой от 45 до 115 см, у вьющихся экземпляров до 4 м, голый или со слабым опушением.
Листья длиной 3—9,5 см, шириной 5—15 см, до основания трижды— или пятирассечённые, почти сложные, тройчато- или перисто-надрезанные на линейно-ланцетовидные или яйцевидно-ланцетовидные, цельнокрайные или зубчатые дольки, первичные доли иногда на черешках.
Цветки довольно крупные, длиной 2—3 см, тёмно-синие, собраны в кисть или метёлку 12—20 см длиной. Шлем закруглённо-конический, высотой 15—18 мм, несколько больше ширины. Нектарники на прямых или немного изогнутых ноготках, сильно расширенные, мешковидные, на верхушке закруглённые, с коротким тупым шпорцем.
Листовки голые или опушённые. Семена сжато-трёхгранные, по ребрам с широкой прозрачно-пленчатой, нередко зазубренной или с надрезанной каймой.
Цветёт в конце июля — начале августа.

## Значение и применение
Листья поедаются пятнистым оленем  плохо и только летом и осенью. В уссурийской тайге листья в июне изредка поедаются крупно рогатым скотом, а в июле — августе дикими копытными, особенно косулей. Маралами не поедается или поедается случайно. К выпасу не устойчив.
Очень декоративный вид, выращивается в качестве декоративного садового растения.
В народной медицине Алтая используется корень борца вьющегося. На вкус он горький, неприятный, для ослабления его ядовитости квасят в квасу, иногда парят в сусле.
Пьют настой от «родимца», рези в животе, «надсады», простуды, импотенции, сифилисе, различных травмах, запивая молоком. Беременным пить противопоказано. Корень оказывает опьяняющее действие. Его также кладут на больные зубы.

## Таксономия
Вид Борец вьющийся входит в род Борец (Aconitum) трибы Живокостные (Delphinieae) подсемейства Лютиковые (Ranunculoideae) семейства Лютиковые (Ranunculaceae) порядка Лютикоцветные (Ranunculales).
|  |                       |  |                                               |                                               |                                         |  | ещё четыре подсемейства (согласно Системе APG II) | ещё четыре подсемейства (согласно Системе APG II) |                                           |  |  |  | ещё 2 рода              | ещё 2 рода         |  |  |
|  |                       |  |                                               |                                               |                                         |  | ещё четыре подсемейства (согласно Системе APG II) | ещё четыре подсемейства (согласно Системе APG II) |                                           |  |  |  | ещё 2 рода              | ещё 2 рода         |  |  |
|  |                       |  |                                               | семейство Лютиковые                           |                                         |  |                                                   |                                                   | триба Живокостные                         |  |  |  |                         | вид Борец вьющийся |  |  |
|  |                       |  |                                               | семейство Лютиковые                           |                                         |  |                                                   |                                                   | триба Живокостные                         |  |  |  |                         | вид Борец вьющийся |  |  |
|  | порядок Лютикоцветные |  |                                               |                                               | подсемейство Лютиковые (Ranunculoideae) |  |                                                   |                                                   | род Борец, или Аконит                     |  |  |  |                         |                    |  |  |
|  | порядок Лютикоцветные |  |                                               |                                               |                                         |  |                                                   |                                                   |                                           |  |  |  |                         |                    |  |  |
|  |                       |  | ещё десять семейств (согласно Системе APG II) | ещё десять семейств (согласно Системе APG II) |                                         |  |                                                   | ещё восемь триб (согласно Системе APG II)         | ещё восемь триб (согласно Системе APG II) |  |  |  | ещё от 250 до 300 видов |                    |  |  |
|  |                       |  |                                               | ещё десять семейств (согласно Системе APG II) |                                         |  |                                                   |                                                   | ещё восемь триб (согласно Системе APG II) |  |  |  |                         |                    |  |  |

### Синонимы
Поскольку систематика рода Борец (Aconitum) нуждается в уточнении, вид, описывался несколько раз и синонимика в разных источниках разнится. 
Согласно данным GBIF в синонимику вида Aconitum volubile Pall.. in Spicil. Acon. 21 входят названия:
- = Aconitum eriostemum DC.
- = Aconitum recognitum Rchb.
- = Aconitum tortuosum Willd.
- = Aconitum volubile var. tortuosum (Willd.) Regel

Согласно GBIF в синонимику вида Aconitum volubile Pall. ex Koelle in Spic. Observ. Aconit.: 21 (1787) входят названия:
- =  Aconitum napellus Pall.
- = Aconitum volubile var. hirsutum Regel
- = Aconitum volubile var. tenuisectum Regel
- = Aconitum volubile var. volubile

Согласно данным Плантариум в синонимику вида Aconitum volubile Pall. ex Koelle входят названия:
- Aconitum amurense Nakai — Борец амурский
- Aconitum phragmitincola Kom. ex Worosch.
- Aconitum possieticum Worosch.
- Aconitum villosum Rchb.
- Aconitum villosum var. amurense (Nakai) S.H.Li & V.H.Huang